# Nickerie (distrikt)

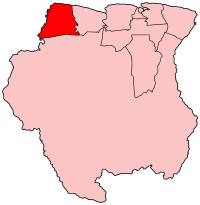
Distriktets läge.

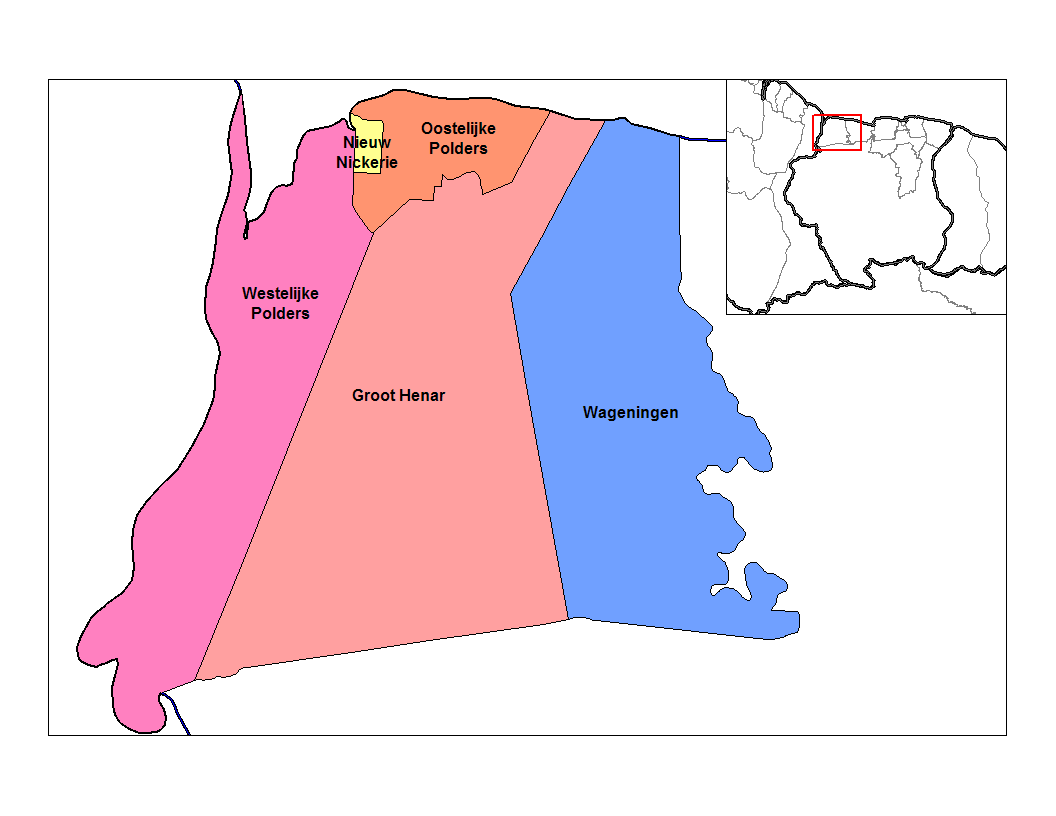
Distriktets ressorten.

Distriktet Nickerie är ett av Surinams 10  distrikt (distrikten).

## Geografi
Distriktet ligger i landets nordvästra del, området har en yta på cirka 5 353 km² med cirka 36 600 invånare. Befolkningstätheten är 7 invånare / km².
Huvudorten är Nieuw Nickerie med cirka 13 000 invånare, orten ligger vid kusten och Nickerieflodens utlopp.

## Förvaltning
Distriktet har ordningsnummer 5 och förvaltas av en distriktkommissarie (Districtscommissaris), ISO 3166-2-koden är "SR-NI".
Distriktet är underdelad i 5 kommuner (ressorten):
- Groot Henar
- Nieuw Nickerie
- Oostelijke Polders
- Wageningen
- Westelijke Polders